# Stefano Sollima

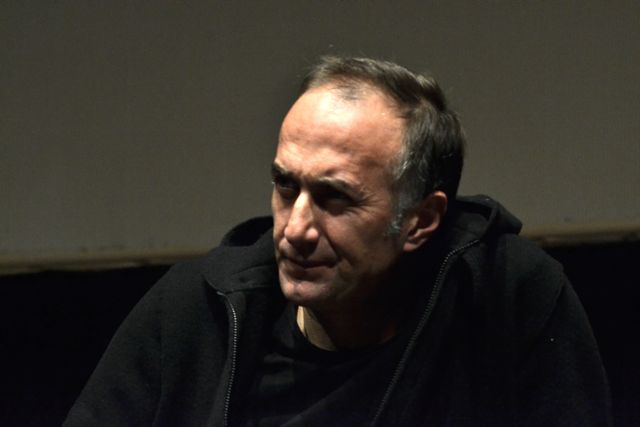
Stefano Sollima, 2012

Stefano Sollima (* 4. Mai 1966 in Rom) ist ein italienischer Regisseur und Drehbuchautor.
Er ist bekannt für seine actionreichen Verbrecherdramen wie z. B. A.C.A.B. – All Cops Are Bastards (2012), Suburra (2015), und Sicario 2 (2018) sowie die Fernsehserien Romanzo criminale – La serie (2006–2008), Gomorrah (seit 2014) und ZeroZeroZero (seit 2020).

## Werdegang
Sollima ist der Sohn des Regisseurs und -Drehbuchautors Sergio Sollima. Er begann seine Karriere als Kameramann und arbeitete für verschiedene Fernsehsender, u. a. CNN, CBS, und NBC, insbesondere in Kriegsgebieten.
1991 debütierte er als Regisseur des Kurzfilms Thanks auf dem Torino Film Festival.
Die ersten Jahre seiner Karriere arbeitete Sollima als TV-Regisseur, u. a. für die Seifenoper Un posto al sole (1998) und Serien wie La squadra (2003–2007), Ho sposato un calciatore (2005) und Crimini (2006–2007). Seinen Durchbruch feierte er mit der von der Kritik gelobten Verbrecher-Serie Romanzo criminale – La serie (2006–2008), basierend auf dem gleichnamigen Buch von Giancarlo De Cataldo.
2012 debütierte er schließlich mit seinem ersten Spielfilm A.C.A.B. – All Cops Are Bastards. Nachdem Sollima mit Sky Cinema bereits für die zwei Serien Romanzo criminlae - La serie und Gomorrah  erfolgreich Regie geführt hatte, engagierte ihn Netflix für den Film Suburra und – an den Erfolg des Films anschließend – das entsprechende Prequel Suburra: Blood on Rome.
Seinen ersten englischsprachigen Film realisierte Sollima in 2018 mit dem Action-Thriller Sicario 2, als Fortsetzung zu Sicario (2015).

## Filmografie (Auswahl)

### Als Regisseur und Drehbuchautor
- 1991: Thanks (Kurzfilm)
- 2003: Zippo (Kurzfilm)
- 2003–2007: La squadra (Fernsehserie, nur Regisseur)
- 2012: A.C.A.B. – All Cops Are Bastards
- 2008–2010: Romanzo criminale – La serie (Fernsehserie, nur Regisseur)
- 2014–2016: Gomorrah (Fernsehserie, nur Regisseur)
- 2015: Suburra (nur Regisseur)
- 2018: Sicario 2 (Sicario: Day of the Soldado, nur Regisseur)
- 2019: ZeroZeroZero (Fernsehserie)
- 2021: Tom Clancy’s Gnadenlos (Tom Clancy’s Without Remorse, nur Regisseur)
- 2023: Adagio

## Auszeichnungen (Auswahl)
Internationales Filmfestival Moskau
- 2012: Nominierung für den Goldenen Georg (A.C.A.B. - All Cops Are Bastards)[9]
- 2012: Auszeichnung mit dem FIPRESCI Prize (A.C.A.B. - All Cops Are Bastards)[9]
- 2012: Auszeichnung mit dem Russian Film Clubs Federation Award (A.C.A.B. - All Cops Are Bastards)[9]
- 2012: Auszeichnung mit dem Russian Film Critics Award (A.C.A.B. - All Cops Are Bastards)[9]

David di Donatello
- 2012: Nominierung als bester neuer Regisseur (A.C.A.B. - All Cops Are Bastards)[10]

Nastro d’Argento
- 2012: Nominierung als bester neuer Regisseur (A.C.A.B. - All Cops Are Bastards)
- 2016: Nominierung als bester Regisseur (Suburra)[11]